# 塔拉 (烏拉圭)

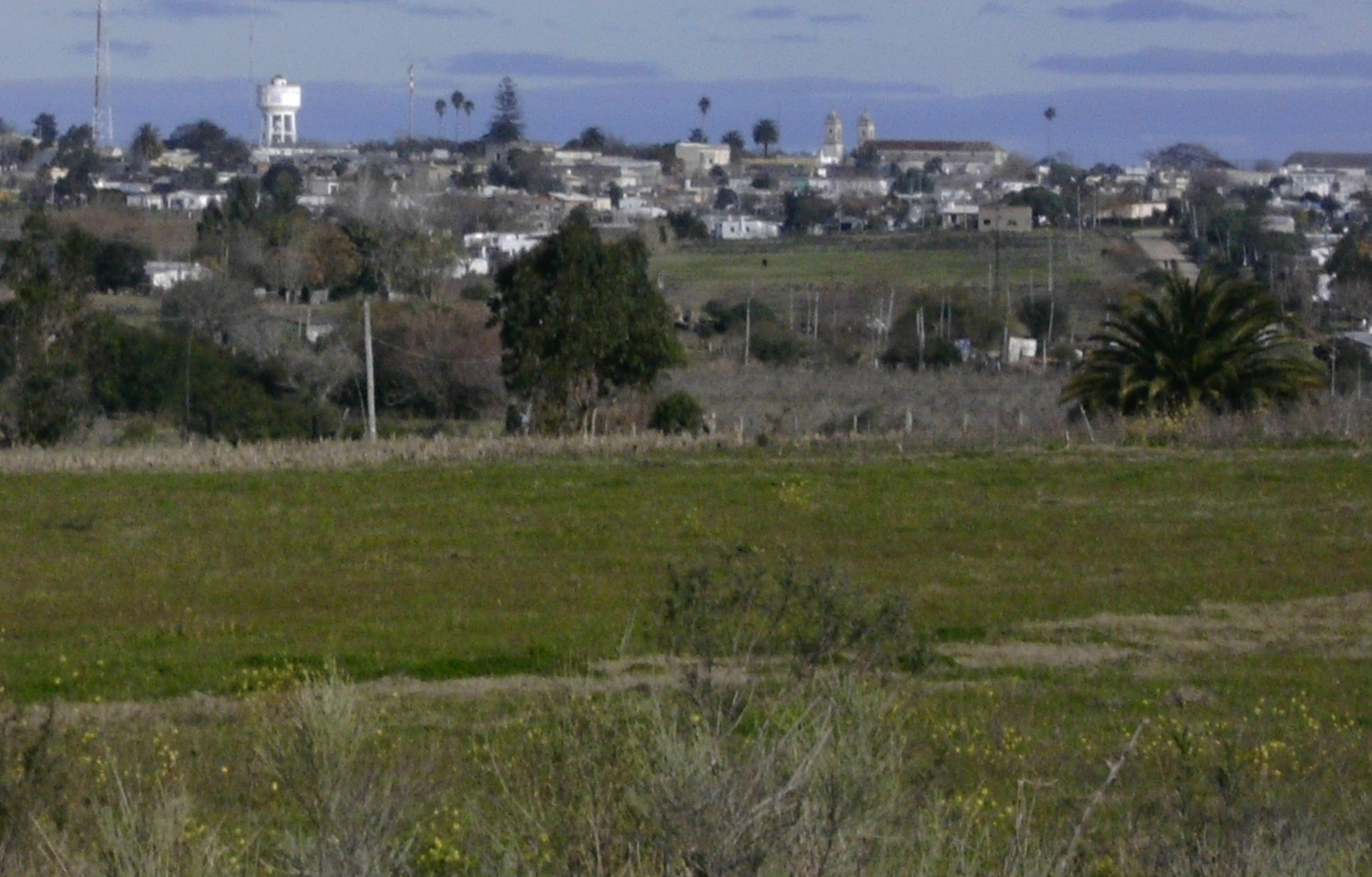
塔拉

塔拉是烏拉圭的城市，由卡內洛內斯省負責管轄，位於該國南部，毗鄰佛羅里達省與拉瓦耶哈省的交界，距離首都蒙特維多80公里，始建於1860年5月2日，2004年人口4,939。

## 外部連結
- INE map of Tala （页面存档备份，存于）